# Coleophora gibberosa
Coleophora gibberosa là một loài bướm đêm thuộc họ Coleophoridae. Nó được tìm thấy ở quần đảo Canaria (Fuerteventura) and in Algérie.